# Страсбурзькі клятви

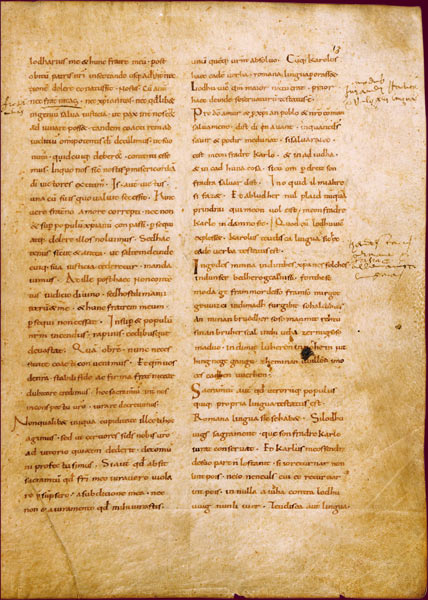
Манускрипт зі Страсбурзькими клятвами

Стра́сбурзькі кля́тви (лат. Sacramenta Argentariae, фр. Serments de Strasbourg, нім. Straßburger Eide) — союзницький договір між західнофранкським королем Карлом II Лисим та його братом східнофранкським королем Людовиком II Німецьким 14 лютого 842 року. Текст клятв є найдавнішою пам'яткою французької мови.

## Історичні передумови
Текст зберігся у складі латиномовного твору історика Нітгарда «Про розбрат синів Людовика Благочестивого». Нітгард був сучасником описуваних подій і писав невдовзі після них (він помер в 844 році). Крім того, Нітгард доводився внуком Карлові Великому, а отже був двоюрідним братом Карла й Людовика, безпосередніх учасників подій. Згідно з Нітгардом, під час міжусобної боротьби синів Людовика Благочестивого (внуків Карла Великого) середній брат, Людовик, та молодший, 19-річний Карл об'єдналися проти старшого брата — Лотаря. Карл, що був на чолі романськомовного війська, і Людовик, який командував германськомовними «тевтонами», з'їхалися 14 лютого 842 року в Страсбурзі.
Перед виголошенням клятви, брати звернулися до людей, що зібралися там: Карл говорив «по-тевтонськи», аби воїни Людовика могли його зрозуміти, а Людовик — «по-романськи». Першим почав говорити Людовик, як старший. Він зупинився в своїй промові на переслідуваннях Лотарем Карла і наголосив, що лише суд Божий вирішить, хто з братів правий; але оскільки Лотар далі був налаштований вороже й продовжував спустошувати їх землі, то, «доведені до межі», вони вирішили заради добробуту держави, відкинути пристрасті й скріпити вірність та братську любов взаємною клятвою в присутності війська. У разі порушення клятви одним з братів, його воїни звільняються від присяги своєму суверенові. Після промови першим виголосив присягу Людовик, він говорив романською мовою (знову ж таки щоб його зрозуміло військо брата). Таку саму клятву виголосив і Карл, але по-тевтонськи. Потім була проголошена клятва війська: кожне військо присягалося своєю мовою.
Наступного 843 року, сини Людовика Благочестивого уклали Верденський договір і розділили між собою імперію діда.
Страсбурзькі клятви стали одним з найраніших свідчень розпаду єдиного латиномовного простру, успадкованого від Римської імперії, який ще зберігався в епоху варварських королівств. Цей єдиний простір став поступатися новим націям Європи — в даному випадку французькій та німецькій, мови яких починають використовуватися в офіційних перемовинах.

## Мова пам'ятки

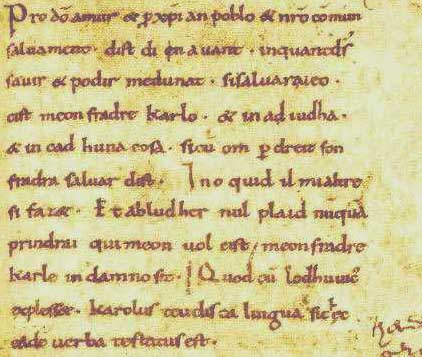
«Страсбурзькі клятви» — Клятва Людовика Німецького (уривок)

Нітгард наводить ці тексти в оригіналі, називаючи мову війська Карла «романською» (лат. lingua romana), а мову війська Людовика «тедеською» або «німецькою» (лат. lingua teudisca). З погляду мови перший текст є найдавнішою пам'яткою старофранцузької мови, а другий текст — однією з давніх пам'яток дравньоверхньонімецкої мови (імовірно, відображає діалект Рейнської області).
Перші дослідження відносяться до XIX століття, коли в «Monumenta Germaniae Historica» (II, 666) надруковано дослідження Грімма про Страсбурзькі клятви. Пізніше детальний філологічний аналіз клятв здійснив Гастон Баррі.
До пам'ятки й надалі була прикута увага переважно романістів: досліджується перш за все старофранцузький текст. Думки відносно інтерпретації особливостей романської мови «Клятв» розходяться. Одні бачать тут романську мову області Ліона, тоді як інші локалізують діалектну базу клятв на північному сході Галії; деякі мовознавці вважають, що текст відображає живу галло-романську мову того часу, тоді як інші вважають латинізацію тексту доволі штучною. Текст клятв відображає ранню втрату латинських кінцевих голосних, нестійкість реалізації фінальних голосних, що стали такими в романську епоху (Karle — Karlo), є унікальним свідоцтвом придихових приголосних, що рано випали (cadhuna < cada una).

## Текст клятв старофранцузькою з українським перекладом

### Клятва, зачитана Людовиком Німецьким перед військом Карла
Pro Deo amur et pro christian poblo et nostro commun salvament, d'ist di en avant, in quant Deus savir et podir me dunat, si salvarai eo cist meon fradre Karlo, et in aiudha et in cadhuna cosa, si cum om per dreit son fradra salvar dift, in o quid il mi altresi fazet, et ab Ludher nul plaid num quam prindrai qui meon vol cist meon fradre Karle in damno sit.
«Іменем любові до Бога й іменем християнського народу й нашого спільного спасіння від цього дня й надалі, наскільки Бог мудрість і владу мені дає (дав), так порятую я свого брата Карла і в допомозі, і в кожній справі, як свого брата рятувати слід, аби він так само чинив щодо мене, і з Лотарем жодного договору не укладатиму, який би з моєї волі цьому моєму братові на шкоду був би».

### Клятва війська Карла
Si Lodhuvigs sagrament que son fradre Karlo jurat conservat, et Karlus meos sendra de suo part non lostanit, si jo returnar non l'int pois, ne jo ne neuls cui eo returnar int pois, in nulla aiudha contra Lodhuuvig nun li iv er.
«Якщо Людовик клятву, що він дає її своєму братові, дотримає, а Карл, мій пан, зі свого боку її не переступить, якщо я в цьому не зможу йому зашкодити, ані я, ані хтось інший, кому я в цьому зможу перешкодити, жодної допомоги проти Людовика йому не надасть».

## Манускрипти
Текст Нітгарда дійшов до нас у двох списках.
Найдавніший манускрипт був переписаний з оригіналу близько 1000 року, очевидно, для монастиря Сен-Медар де Суасон або для монастиря Сен-Рік'є. В XV столітті він перебував у монастирі Сен-Маґлуар в Парижі. Близько 1650 року його придбали для королеви Христини I Шведської й перевезли до Риму. Після її смерті манускрипт перейшов у власність бібліотеки Ватикану. Після взяття Риму французькими військами в 1798 році манускрипт, разом з іншими історичними документами, перевезено до Парижа. Тепер цей манускрипт зберігається у Французькій національній бібліотеці й має сиґнатуру «Latin 9768».
Інший манускрипт також зберігається у Французькій національній бібліотеці й має сиґнатуру «Latin 14663», це копія, зроблена в XV столітті.

## Інші тексти цього часу
Існують давніші тексти, що засвідчують існування писемної романської мови за часів Каролінгів, наприклад Глоси Касселя (фр. Gloses de Cassel, близько VIII—IX століття) або Глоси Райхенау (фр. Gloses de Reichenau (VIII століття). Проте це лише списки слів, які не дають достатнього уявлення про мову, зокрема про будову речень.
Другим повноцінним текстом прафранцузькою мовою є «Секвенція про святу Євлалію» (881 року). Це перший літературний твір романською мовою, з якого почалася історія французької літератури.